# Yajaira Peguero
Yajaira Peguero (8 de octubre de 1987) es una deportista dominicana que compitió en taekwondo.
Ganó una medalla de bronce en el Campeonato Mundial de Taekwondo de 2007, y una medalla de bronce en el Campeonato Panamericano de Taekwondo de 2008. En los Juegos Panamericanos de 2007 consiguió una medalla de plata.

## Palmarés internacional
| Campeonato Mundial      | Campeonato Mundial      | Campeonato Mundial | Campeonato Mundial |
| Año                     | Lugar                   | Medalla            | Categoría          |
| ----------------------- | ----------------------- | ------------------ | ------------------ |
| 2007                    | Pekín (China)           | Medalla de bronce  | –51 kg             |
| Juegos Panamericanos    |                         |                    |                    |
| Año                     | Lugar                   | Medalla            | Categoría          |
| 2007                    | Río de Janeiro (Brasil) | Medalla de plata   | –49 kg             |
| Campeonato Panamericano |                         |                    |                    |
| Año                     | Lugar                   | Medalla            | Categoría          |
| 2008                    | Caguas (Puerto Rico)    | Medalla de bronce  | –51 kg             |